# Hemiarcha
Hemiarcha is een geslacht van vlinders van de familie tastermotten (Gelechiidae).

## Soorten
- H. basipercna Turner, 1933
- H. bleptodes Turner, 1919
- H. caliginosa Turner, 1919
- H. macroplaca (Lower, 1893)
- H. melanogastra Diakonoff, 1954
- H. metableta Turner, 1933
- H. polioleuca Turner, 1919
- H. tetrasticta Turner, 1919
- H. thermochroa (Lower, 1893)